# Badacsonyi szőlőhegyen két szál vessző
A Badacsonyi szőlőhegyen két szál vessző kezdetű magyar népdalt Seemayer Vilmos gyűjtötte 1929-ben a Borsod megyei Mezőkövesden A kassai szőlőhegyen szöveggel.
Az ének kezdetekor a körben álló megindul, és minden ütemre megérint egy-egy gyermeket. Akire az utolsó ütem esik, az a kör közepére áll és táncol. A következő kiesők párosan vagy egybefogódzva szintén táncra perdülnek.

## Kotta és dallam
Badacsonyi szőlőhegyen két szál vessző,

szél fújja, fújdogálja, harmat hajdogálja.

Hol a tyúknak a fia? Talán mind felkapdosta?

Csűr ide, csűr oda, kass ki bárány, kass oda.

## Felvételek
- Óvis dalok - Badacsonyi szőlőhegyen. Leővey Klára Gimnázium kórusa, vezényel Andor Ilona  YouTube (2012. augusztus 30.)  (Hozzáférés: 2016. augusztus 6.) (audió) egy szólamű kórus
- Badacsonyi szőlőhegyen. Kolompos  YouTube (2013. április 3.)  (Hozzáférés: 2016. június 21.) (videó, szöveg) ének, zenekar
- Badacsonyi szőlőhegyen. Orbán Boglárka és tanára: Román Krisztina  YouTube (2016. január 18.)  (Hozzáférés: 2016. június 21.) (videó) két fuvola